# Malarina masseyensis
Malarina masseyensis là một loài nhện trong họ Stiphidiidae.
Loài này thuộc chi Malarina. Malarina masseyensis được V miêu tả năm 2000. T. Davies & Lambkin.